# 刘开扬
刘开扬（1919年—2014年5月10日），原名刘庸愚，笔名庸禺、江夏、陈郊等，男，四川成都人，中国古典文学研究家，曾任西南财经大学教授。